# Боб Вудворд
Боб Вудворд (англ. Robert Upshur «Bob» Woodwar; нар. 26 березня 1943[…] (82 роки) , Женева  (Іллінойс, США)) — американський журналіст, редактор газети «The Washington Post» з 1971 року. Один з найвідоміших у США журналістів-розслідувачів.

## Молодість та кар'єра
Боб Вудворт народився в родині Джейн та Альфреда Вудворд. Дитинство Боба пройшло в Вітоні, штат Іллінойс. Після школи ступив до Єльського університету, де вивчав історію та англійську літературу. Отримав диплом бакалавра у 1965 році, і розпочав п'ятирічну службу у військово-морському флоті США. Після цього, в серпні 1970 року в званні лейтенанта розпочав вивчення юриспруденції.
У той же період Вудворд спробував отримати роботу репортера «The Washington Post», проходячи аспірантуру в Університеті Джорджа Вашингтона. Відомо, що через відсутність журналістського досвіду його тоді не прийняли, а вже через рік Боб числився репортером щотижневого видання «Montgomery Sentinel» (Вартовий Монтгомері), що виходить у Вашингтоні (Washington, DC). Так почалася журналістська кар'єра Боба Вудворда, і згодом він став одним з найбільш впливових політичних журналістів США, автором безлічі книг, редактором «Вашингтон пост».
Перша популярність прийшла до Вудворда вже на початку 1970-х, коли він разом з журналістом Карлом Бернштейном почав розслідування деяких політичних подій, отримавших після цього вельми серйозний розголос і відомих як Вотергейтський скандал.

## Вотергейт та Ніксон

### Вотергейтський скандал

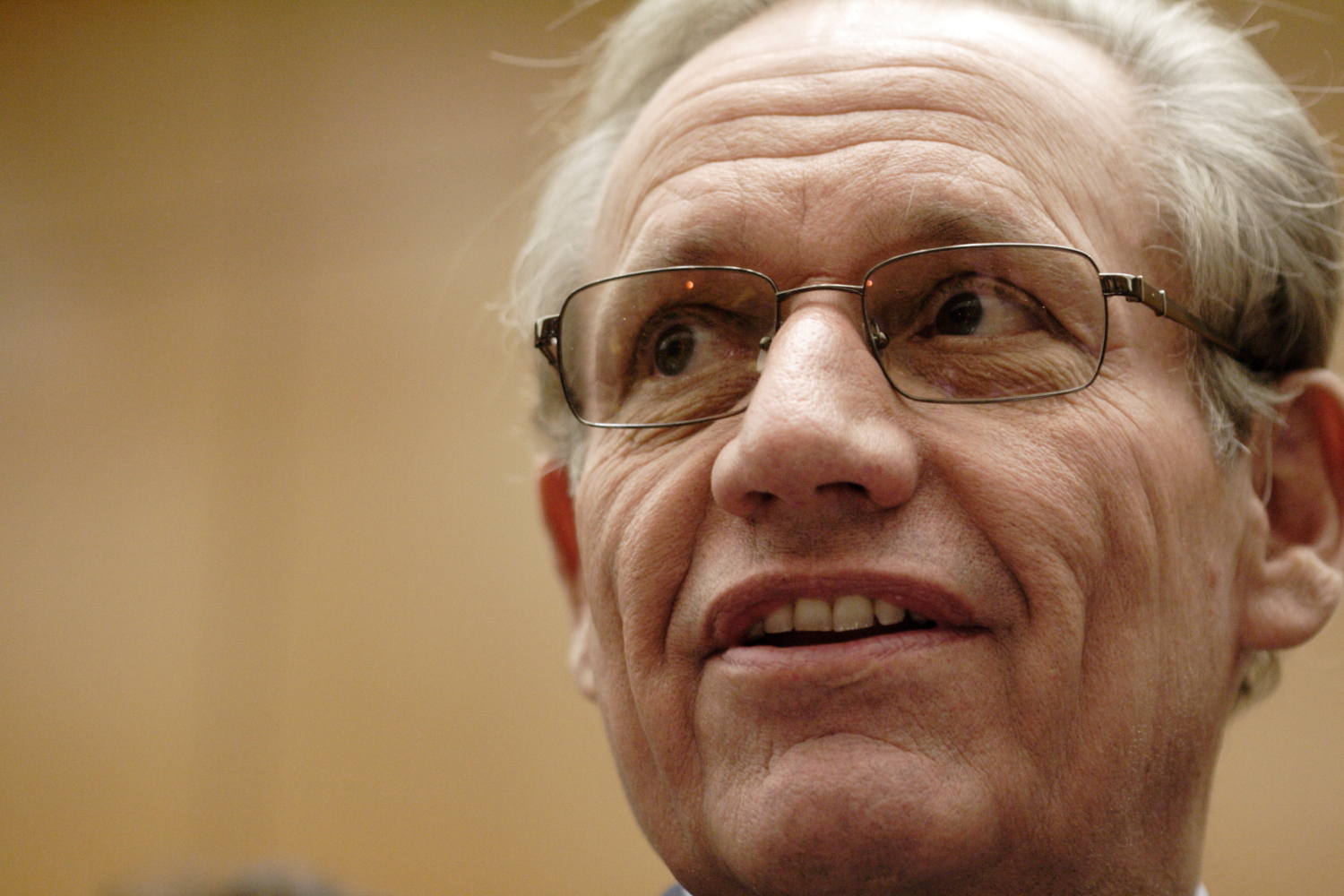
Боб Вудворд на зустрічі з учасниками програми «Міжнародні візити» в будівлі Держдепартаменту США, Вашингтон, округ Колумбія

Ця політична драма почалася в Вашингтоні 17 червня 1972 року, коли поліція заарештувала п'ять осіб, що проникли в приміщення штаб-квартири Національного комітету Демократичної партії в готельному комплексі «Вотергейт». Крім двох міні-мікрофонів, у них був виявлений набір відмичок та фомок, а також 5300 доларів готівкою в стодоларових купюрах з номерами, що йдуть підряд. При встановленні осіб з'ясувалося, що один із заарештованих, Джеймс Маккорд, — співробітник виборчого комітету президента Річарда Ніксона, а в недавньому минулому — співробітник ЦРУ. Решта четверо були кубинськими іммігрантами.
«Бригада слюсарів», як ці люди називали себе, намагалася встановити в штабі мікрофони для підслуховування, і за деякими даними фотографувала документи політичного конкурента Ніксона — кандидата в президенти США від демократичної Партії Джорджа Макговерна.
Розслідування справи, в якій «водопровідники» намагалися видати себе за звичайних грабіжників, доручили спеціально створеній групі співробітників ФБР, керівництво якої довірили заступнику директора Федерального бюро Марку Фелту. Приміром, консультант Білого дому і теж у минулому агент ЦРУ Говард Гант був визнаний судом «технічним» організатором «прослуховування» і провів у в'язниці 33 місяці.
Необхідно відзначити, що події в «Вотергейті» спочатку ніяк не вплинули на політичну кар'єру Річарда Ніксона, і в листопаді 1972 він став 37 президентом США.
Найбільш важливою частиною розслідування подій була не стільки розслідування дій «слюсарів» у «Вотергейті», скільки зусилля по розкриттю відповідальності за політичне шпигунство вищих кіл республіканської адміністрації. «Вотергейтським справою» зацікавилося керівництво Конгресу, саме на його вимогу спеціально був зведений незалежний слідчий орган. У фокусі розслідування виявився Білий дім.
Президент Ніксон спробував зам'яти справу. Про це свідчить звукозапис розмов президента з главою апарату адміністрації Бобом Голдманом. Однак згодом, коли президент на вимогу Конгресу був змушений передати плівку законодавчому органу, хтось стер 18 хвилин запису. Відновити стертий фрагмент, як і встановити винуватця, так і не вдалося. Однак і збережених записів виявилося більш ніж достатньо.
Як приклад наведемо висловлювання голови апарату президентської адміністрації Боба Голдмана:
|  | «Тепер що стосується розслідування – знаєте, ця історія зі зломом штаб-квартири демократів Ми опинилися в складній ситуації ФБР не під контролем, бо Грей не уявляє, як можна взяти справу під контроль Розслідування вже просунулося – вони з'ясували походження грошей, встановили банк» |

У наступні дні Ніксону та його помічникам довелося ще не раз обговорювати проблему. У цих бесідах обговорювалася можливість припинення розслідування в інтересах національної безпеки. Ніксон не хотів мати до цього відношення – зупинити ФБР в особі виконуючого обов'язки директора Патріка Грея повинні були директор ЦРУ Річард Гелмс і його заступник генерал Вернон Волтерс.
Необхідно відзначити, що записи розмов проводилися з ініціативи самого Річарда Ніксона.

### Роль Вудворда у Вотергейтському скандалі
Протягом усього 1972 року в американських ЗМІ писали про цю справу, як про невинні політичні пустощі. Газети воліли утримуватися від публікації матеріалів, які свідчать про провину адміністрації президента. Однак, двоє журналістів газети «The Washington Post» Боб Вудворд та Карл Бернстайн почали регулярно писати про цей інцидент і паралельно проводили власне журналістське розслідування, яке пізніше увійде в більшість підручників з журналістики як класичний приклад жанру.
Розслідування Вудворда і Бернстайна для «The Washington Post» визначило популярність «Вотергейтського скандалу». Без публікацій цих журналістів справа могла не отримати такого широкого розголосу, її могли просто зам'яти. Без розголосу і резонансу факт прослуховування штаб-квартири демократів не привів би до тих наслідків для президента Ніксона, які врешті-решт були досягнуті.
Незважаючи на опір Білого дому, Боб Вудворд та Карл Бернстайн крок за кроком продовжували своє розслідування «Вотергейтської справи». Журналісти намагалися з'ясувати імена всіх людей, які мали відношення до Вотергейтського скандалу. Вони зазвичай починали спілкування з героями зі слів: «Ваше ім'я ніколи не буде названо».
Незабаром журналісти вийшли на обізнане і близьке до Білого дому джерело. Ця людина з американської адміністрації, яка знала дуже багато, отримала прізвисько «Глибока горлянка». Збереження її анонімності було одним з головних завдань журналістів.
Згідно відомої версії, Вудворд повідомляв про потребу у зустрічі, пересуваючи квітковий горщик на своєму балконі. Коли зустріч була потрібна «Глибокій горлянці», Вудворд отримував Нью-Йорк Таймс, на 20-й сторінці якої був намальований циферблат зі стрілками, що вказують годину побачення. Вудворд добирався до Арлінгтона, піймавши на вулиці таксі, на півдорозі залишав машину, ловив іншу, останні кілька кварталів до місця зустрічі, як правило, добирався пішки. Зустрічі проходили в підземних гаражах Вашингтона.
У січні 1973 року почався суд над зломниками, які проникли у «Вотергейт». Судові слухання вперше транслювалися по телебаченню на всю країну. Масла у вогонь підливали журналісти. Саме вони часом знаходили нитки, які вислизали з рук офіційних розслідувачів.
Боб Вудворд та Карл Бернстайн з газети «Вашингтон пост» за підсумками «Вотергейтського скандалу» написали дві книги. Вони читаються як детектив, особливо в тій частині, яка стосується їхніх контактів з добровільними інформаторами.
Американський дослідник Самюель Гантінгтон в доповіді, складеній для створеної в 70-х роках Тристоронньої комісії, писав: «У двох найдраматичніших внутрішньополітичних конфліктах періоду Ніксонівського адміністрації – конфліктах, викликаних публікацією документів Пентагону і «Вотергейтом», — органи масової інформації країни кинули виклик і завдали поразки голові виконавчої влади. Преса фактично відіграла провідну роль у тому, що досі не вдавалося жодному окремо взятому інституту, угрупуванню або комбінації інститутів в американській історії – позбавити свого поста президента, який був обраний менше двох років тому, досягнувши підтримки більшості, що стало однією з найзначніших подій в американській історії».
До речі, сам Річард Ніксон оцінив діяльність четвертої влади проти нього.
«З подальших слів Ніксона було видно, що його сильно «допікала «різко ворожа кампанія, що ведеться проти нього особисто у зв'язку з «Вотергейтом» багатьма засобами масової інформації, в яких, сказав він, мали сильний вплив ті ж єврейські кола. «Є всі ж норми порядності й елементарної подяки, які не можна переступати». На закінчення він просив передати Брежнєву, щоб той не вірив галасу в американській пресі про його відставку або імпічмент. «Я залишаюся в Білому домі до кінця свого терміну. Я людина вперта і на вітер слів не кидаю», — підкреслив Ніксон», — пише в мемуарах «Суто довірчо» колишній посол СРСР у Вашингтоні Анатолій Добринін.
«Вотергейт» ознаменував переломний момент в історії американської журналістики. Якщо раніше на репортерський терен вступали в основному ентузіасти газетної справи, не особливо думаючи про себе і про свою соціальної значущість, то після «Вотергейту» в школи журналістики хлинули честолюбні ідеалісти, спраглі битися за прогресивні ідеї, і разити консервативних драконів. Журналісти перестали бути «вимазаними чорнилом бідолагами», що мешкають десь у низах суспільства, і перетворилися в світських грандів, володарів доль, вершителів історії», — пише у своїй роботі «Злочин століття» Віктор Вольський.

### Вся президентська рать
Перша книга Вудворда з Бернштейном под назвою «Вся президентська рать», стала національним бестселером №1 навесні і влітку, перш ніж Ніксон пішов у відставку в 1974 році. Екранізація книги в 1976 році стала класикою, з Робертом Редфордом в ролі Вудворда і Дастіном Гоффманом у ролі Бернштейна. Два журналісти присвятили багато часу, щоб допомоги Редфорду, Гоффману і режисерові Алану Пакула. «За наполяганням Пакула, Редфорд часто звертався до Вудворда під час написання сценарію – близько трьох-чотирьох разів на день».
Фільм викликав хвилю інтересу до журналістських розслідувань і до журналістики в цілому. Він часто цитується як найкращий фільм про практику журналістики. Роджер Еберт в «Chicago Sun Times» пише: 
|  | «Фільм забезпечує найбільш наглядне дослідження працюючих журналістів, яке ми коли-небудь зможемо побачити у фільмі. І це вдається блискуче, створюючи суміш захоплення, параної, невпевненості в собі і мужності, якою пронизана «The Washington Post», а також два молодих репортери» |

.
Режисер Стівен Содерберг говорить про цей фільм:
|  | «Без сумніву, це один з моїх найулюбленіших фільмів, серед коли-небудь знятих в Америці. «Вся президентська рать» — рідкісний приклад кіно, що присвячене соціально-політичним проблемам, але в той же час зберігає розважальний потенціал. Упевнений, баланс подібних речей можна утримувати навіть у сьогоднішньому кіно, за умови, що соціально-політична тема буде прямо стосуватися життя пересічних глядачів». |

До речі, назва книги і фільму перегукується з назвою роману відомого американського письменника Роберта Пенна Уоррена «Вся королівська рать», також присвяченого негативним сторонам американської політики.

### Заключні дні
«Заключні дні» (The Final Days) — науково-популярна книга, що була написана Бобом Вудвордом та Карлом Бернстайном у 1976 році. Вона вийшла після книги «Вся президентська рать», і розповіла про проблеми, останніх місяців президентства Річарда Ніксона.
Як зазначено у передмові до книги, вся інформація і сценарії, зображені у книзі були взяті з інтерв'ю з 394 людьми, які були залучені до розслідування Вотергейтського скандалу. Все, що було сказано в цих інтерв'ю було розділено на записи, але особистість джерел залишилася конфіденційною. Кожна деталь була ретельно перевірена і кожна інформація, яка не може бути підтверджена за допомогою двох різних джерел, вилучалася з книги.

## Подальша діяльність
Вудворд уважно слідкує за діяльністю президентів, має доступ до спілкування з ними, а також до цінної інформації з Білого дому. На основі своїх досліджень, інтерв'ю він написав книги про президентство Білла Клінтона, Джорджа Буша, Барака Обами.

### Роки Клінтона
Першим бестселером Вудворда, що був присвячений президентству Білла Клінтона стала книга «Порядок денний: Всередині Білого дому Клінтона» (The Agenda: Inside the Clinton White House) (1994). В ній продемонстрований звіт про суперечки, зустрічі та палкі дискусії стосовно нового економічного плану президента.
Наступна книга має назву «Вибір» (The Choice) (1996) розповідає про повторне висунення Біллом Клінтоном своєї кандидатури на виборах 1996 року.
Третя книга, присвячена президентству Клінтона — «Тінь: П'ять президентів і спадщина Уотергейт» (Shadow: Five Presidents and the Legacy of Watergate) — розповідає про історичне значення Вотергейту і скандали в наступних після ніксонівської президентських адміністраціях.
Четверта книга, яка була видана у 2000 році — це «Маестро: ФРС Грінспена і американський бум» (Maestro: Greenspan’s Fed and the American Boom). Книжковий оглядач The New York Times сказав про цю книгу: «Вудворд зрозуміло пояснює інтелектуальні і політичні розбіжності з приводу грошово-кредитної політики…Скрупульозно і досвідчено».

### Роки Буша
За час президентства Джорджа Буша Вудворд взяв у нього 6 інтерв'ю загальною тривалістю понад 11 годин (більше, ніж будь-який журналіст), а потім на основі цих матеріалів опублікував 4 книги, присвячені президентській діяльності Буша.
А саме: «Буш на війні» (Bush At War) (2002), про реакцію на терористичний акт 11 вересня 2001 року і початкове вторгнення в Афганістан; «План наступу» (Plan of Attack) (2004), про те, як і чому Буш вирішив вторгнутися в Ірак; «Стан заперечення» (State of Denial) (2006). Його попередні книги «Буш на війні» і «План наступу» створювали позитивний образ президента. Зараз же Вудворд малює зовсім іншого Буша — пасивного, примхливого, малоосвіченого. Четверта книга має назву «Війна всередині: Секретні історії Білого дому 2006—2008» (The War Within: A Secret White House History (2006–2008) (2008). У своїй четвертій книзі про президента Буша, Вудворд тримає читачів всередині напруги, таємних дискусій, недовіри та невизначеності, що виникли в Білому домі, Пентагоні, Державному департаменті, спецслужбах і військових штабах США в Іраку.

### Роки Обами
Також Вудворд написав книги і про президентство Барака Обами. Перша з них носить назву «Війни Обами» (Obama's Wars). В ній описана боротьба між членами команди президента з приводу направлення, цілей, термінів і шансів на успіх афганської кампанії, яка, на думку експертів, майже напевно стане основним подією, за якою будуть судити про правління Барака Обами. Сам він показаний у книзі в постійному конфлікті з багатьма військовими, особливо з головою об'єднаного комітету начальників штабів, адміралом Майком Маленом і командувачем військами США і НАТО в Афганістані, генералом Девідом Петреусом. Президент безуспішно домагається від них планів і рекомендацій з приводу якнайшвидшого завершення війни і виведення з Афганістану американських солдатів. Автор книги докладно простежує ці конфлікти за матеріалами більш ніж 20 секретних нарад і майже 40 приватних розмов між Обамою, членами його кабінету, радниками і офіцерами розвідки.
Друга книга, присвячена політиці Обами — «Вартість політики» (The Price of Politics). Вона охоплює події від інавгурації президента до липня 2012 року, у тому числі конфлікт між Білим домом і Конгресом, адміністрацію Обами, нерішучі відносини з бізнес-спільнотою та формування і провал «суперкомітету». Книга показує, як зруйновані стосунки між Білим домом і Капітолійським пагорбом підштовхнули американську економіку до краю фінансової прірви, де вона й залишається.

## Кар'єра, визнання і нагороди
Вудворд зробив вирішальний внесок в отримання двох Пулітцерівських премій газетою «The Washington Post». Спочатку він і Бернштейн були передовими журналістами, що зробили великий внесок у розслідування «Вотергейтського скандалу», і газета отримала Пулітцерівську премію за Державну службу в 1973 році.
Вудворд також був основним репортером для висвітлення «The Washington Post» терористичних атак 11 вересня 2001 року. Десять історій у 2002 році отримали Пулітцерівську премію за Національну звітність.
В тому числі Вудворд отримав багато інших великих премій, що вручалися американським журналістам. В тому числі премії Worth Bingham Prize for Investigative Reporting (1972 та 1986 роки) (премія за журналістські розслідування), Sigma Delta Chi Award (1973), George Polk Award (1972), William Allen White Medal (2000), а також Gerald R. Ford Prize for Reporting on the Presidency (2002). 
У його мемуарах «Хороше життя» 1995 року, колишній виконавчий редактор «The Washington Post» Бен Бредлі виділив Вудворда у передмові. «Було б важко переоцінити внесок у мою газету і в мій час як редактора цього висококласного репортера. Боб Вудворд — безумовно, найкращий у своєму поколінні розслідувальної журналістики, найкраще, що я коли-небудь бачив. … І Вудворд зберіг ту ж позицію на вершині сходів журналістики з часів Вотергейта».
Фред Барнс з «The Weekly Standard» називає Вудворда «найкращим чистим репортером свого покоління, можливо, будь-якого».
У 2003 році, Альберт Хантз «The Wall Street Journal» назвав Вудворда «найзнаменитішим журналістом нашого часу».
У 2004 році, Боб Шиффер з CBS News сказав: «Вудворд зарекомендував себе як найкращий репортер нашого часу. Він може бути найкращим репортером всіх часів».

## Критика
Вудворд часто використовує неназвані джерела в своїх матеріалах для «The Washington Post» і в своїх книгах. Використовуючи великі інтерв'ю з перших рук, свідків, документи, щоденники, календарі та іншу документацію, Вудворд намагається побудувати безшовну розповідь про події, найбільш часто він говорить очима ключових учасників.
Його звітності, що проникають глибоко в структури Вашингтону, різні установи і сім президентств, часто зіштовхувалися з критикою, скептицизмом, і навіть відмовами. Але знову і знову, закінчення записів, мемуарів, урядових досліджень, його робота була доведена точною.
Майкл Массінг (відповідальний редактор «Columbia Journalism Review») вважає, що книги Вудворда «сповнені довгих, часом виснажливих пасажів без видимого напрямку».
Крістофер Хітченс з Salon.com [Архівовано 15 серпня 2000 у Wayback Machine.] охарактеризував його як «стенографістку до зірок».